# Climat du Val-de-Marne

L'Université de Créteil sous la neige.

Le climat du Val-de-Marne est un climat océanique dégradé avec des nuances semi-continentales.

## Températures
Les températures moyennes sont presque toujours supérieures à 3 °C l'hiver et inférieure à 20 °C l'été. Cette douceur des températures est un caractère océanique. 

## Pluviométrie
Le Val-de-Marne reçoit moins de 650 mm d'eau par an en moyenne. 
Les pluies tombent en automne et les maxima se situent en été sous forme d'orages. 
La neige est rare : moins de 11 jours par an en moyenne. 

## Influences de l'urbanisation
L'urbanisation intense modifie le climat localement et la pollution atmosphérique est cause d'une perte de 15 à 20 % du rayonnement solaire global. L’écart de chaleur entre la campagne proche de Paris et le centre est de 2,5 °C en moyenne annuelle. Il peut atteindre environ 8 °C au lever du soleil dans le cas d’un vent faible et d’une nuit sans nuage. L’écart se fait sentir davantage la nuit que la journée, ce phénomène est lié aux surfaces bétonnées qui accumulent la chaleur du jour et surtout le vent qui souffle moins la nuit. La chaleur des habitations, la circulation automobile entre autres sont des causes de l’îlot de chaleur. 
De 30 à 40 km du centre le nombre de jours de gelée par an est supérieur à 40 alors qu’il est de 15 à la Tour-St-Jacques (centre de Paris). A distance égale du centre de la capitale on y observe moins de jours de brouillard à l’est qu’à l’ouest, car les vents dominants sont d’ouest. Si la capitale compte en moyenne 6 jours de brouillard par an sur la période 1992-2001, la ligne des vingt jours de brouillard coupe le département du Val-de-Marne en deux, laissant Créteil au-dessus de cette ligne et Orly (23) en dessous. 
Même réflexion pour le nombre des jours de gelées avec une ligne des vingt jours de gelées par an ceinturant Paris et une ligne des trente jours suivant le même tracé que celui des jours de brouillard.

## Vent
| Vitesse du vent en rafale (km/h) | Période moyenne de retour (an) |
| 119                              | 5                              |
| 126                              | 10                             |
| 140                              | 25                             |
| 151                              | 50                             |

## Épisodes météorologiques
Parmi les derniers épisodes météorologiques qui touchèrent le département citons :
- la Tempête de 1999 avec des pointes de 173 km/h à Orly vers 6 heures du matin le 26 décembre 1999,
- la canicule de 2003 avec une surmortalité de 171% en août 2003, soit le plus haut taux en France[réf. souhaitée].

## Équipements
La principale station météorologique du département est celle de Saint-Maur-des-Fossés, qui fait référence pour le Val-de-Marne. C'est là qu'a été mesurée la température record pour toute l'Île-de-France depuis plus d'un siècle : 42,6 °C le 6 août 2003. D'autres données : 40,3 °C à Maisons-Alfort; 39,5 °C à Paris Montsouris. À Saint-Maur-des-Fosses les maxima estivaux de l'Île-de-France s'établissent souvent en cette ville en raison de la topographie : bas du plateau de Champigny à l'est plateau de Gravelle à l'ouest, cuvette finale de la plaine de Créteil coupant les vents peuvent expliquer les écarts avec Paris mais aussi le reste de la plaine de Créteil. On a donc affaire à un micro climat d'abri, situation très fréquente en Île-de-France.